# 大襟島
大襟岛是位于广东省台山市东南大广海湾经济区的一个海岛，与赤溪半岛隔海相望。江门市政府在岛的周边海域（大襟岛至三杯酒岛）建立起自然保护区一一广东江门中华白海豚省级自然保护区。是江门市首个和唯一的水生野生动物生态系统类型的省级自然保护区。

## 歷史

### 大襟岛麻风病院
1921年，天主教传教士在岛上建立麻风病院，后长期由天主教江门教区管理。2011年1月9号，大襟麻风病院的44名康复人员全部撤离了大襟岛，搬往东莞的泗安麻风病院。

### 自然保護區
2003年12月，廣東省海洋與漁業局在這裡建立起廣東江門中華白海豚省級自然保護區。2007年1月正式列入省級自然保護區。

## 生物
大襟岛周围海域是中华白鳍豚的集中分布区。保护区及附近海域吸引了中国的国家一级重点保护野生动物中华白海豚前来栖息，仅观察到的数量就超过300条。

## 自然保護區
广东江門中華白海豚省級自然保護區（下稱自然保护区），建立于2003年12月。是江门市首个水生野生动物生态系统类型的自然保护区，区內主要棲息着中华白海豚。自然保护区在2007年1月，更获批成为省级自然保护区。自然保护区建设规划议案2008年1月提交省人大审议。同年7月，经省政府通过，成立“江门中华白海豚省级自然保护区管理处”（直屬廣東省海洋與漁業局）。直至2012年2月更名为“广东江门中华白海豚省级自然保护区管理处”，负责自然保护区区内的具体管护工作。